# Championnats du monde de course en ligne de canoë-kayak de 1970
Navigation
Édition précédente Édition suivante
Les huitièmes championnats du monde de course en ligne de canoë-kayak se sont déroulés à Copenhague (Danemark) en 1970.

## Podiums

### Hommes

#### Canoë
| Epreuve     | Or                                   | Temps | Argent                               | Temps | Bronze                             | Temps |
| C-1 1000 m  | Tibor Tatai (HUN)                    |       | Jerzy Opara (POL)                    |       | Jiri Ctvrtecka (TCH)               |       |
| C-1 10000 m | Tamás Wichmann (HUN)                 |       | Afansie Butelchin (ROU)              |       | Nikolay Fedulov (URS)              |       |
| C-2 1000 m  | ROU Ivan Patzaichin Serghei Covaliov |       | HUN Tamás Wichmann Gyula Petrikovics |       | BUL Boris Lubenov Sachko Iliev     |       |
| C-2 10000 m | ROU Petre Maxim Gheorghe Simionov    |       | URS Valeriy Drybas Andrey Chimish    |       | Suède Bernd Lindelöf Erik Zeidlitz |       |

#### Kayak
| Epreuve              | Or                                                                      | Temps | Argent                                                                           | Temps | Bronze                                                    | Temps |
| K-1 500 m            | Anatoliy Tischenko (URS)                                                |       | Grzegorz Śledziewski (POL)                                                       |       | Jean-Pierre Burny (BEL)                                   |       |
| K-1 1000 m           | Aleksandr Shaparenko (URS)                                              |       | Lars Andersson (SWE)                                                             |       | Grzegorz Śledziewski (POL)                                |       |
| K-1 10000 m          | Viktor Carev (URS)                                                      |       | Erik Hansen (DEN)                                                                |       | Péter Völgyi (HUN)                                        |       |
| K-1 relais 4 × 500 m | URS Nikolay Gogol Anatoliy Tischenko Anatoliy Kobrisev Anatoliy Sedasov |       | ROU Eugen Botez Mihail Zaifu Ion Jacob Aurel Vernescu                            |       | HUN Géza Csapó István Csizmadia Mihály Hesz Jószef Svridó |       |
| K-2 500 m            | Suède Lars Andersson Rolf Peterson                                      |       | ROU Aurel Vernescu Atanasie Sciotnic                                             |       | Autriche Gerhard Seibold Günther Pfaff                    |       |
| K-2 1000 m           | Autriche Gerhard Seibold Günther Pfaff                                  |       | Suède Lars Andersson Rolf Peterson                                               |       | Allemagne de l'Est Klaus-Peter Ebeling Joachim Mattern    |       |
| K-2 10000 m          | URS Konstantin Kostenko Vyacheslav Kononov                              |       | HUN Imre Szöllösi Vilmos Nagy                                                    |       | ROU Costel Cosnita Vasilie Simioncenco                    |       |
| K-4 1000 m           | URS Yuriy Filatov Valeriy Didenko Yuriy Zhetchenko Vladimir Morozov     |       | Allemagne de l'Est Uwe Will Eduard Augustin Klaus-Peter Eberling Joachim Mattern |       | HUN István Szabó Peter Várhelyi Csaba Giczi István Timár  |       |
| K-4 10000 m          | Norvège Egil Søby Steinar Amundsen Tore Berger Jan Johansen             |       | Allemagne de l'Ouest Horst Mattern Rainer Haines Jochen Schneider Erich Kemnitz  |       | Suède Kurt Lycjner Willy Tesch Åke Sandin Hans Nilsson    |       |

### Femmes

#### Kayak
| Epreuve   | Or                                                                     | Temps | Argent                                                                         | Temps | Bronze                                                                              | Temps |
| K-1 500 m | Lyudmila Pinayeva (URS)                                                |       | Mieke Jaapies (NED)                                                            |       | Petra Setzkorn (GDR)                                                                |       |
| K-2 500 m | Allemagne de l'Ouest Roswitha Esser Annemarie Zimmermann               |       | URS Lyudmila Besrukova Tamara Zhimanskaya                                      |       | Allemagne de l'Est Petra Setzkorn Petra Grabowski                                   |       |
| K-4 500 m | URS Lyudmila Besrukova Tamara Zhimanskaya Natalaya Boyko Nineli Vakula |       | Allemagne de l'Est Petra Setzkorn Petra Grabowski Ingeborg Loesch Anita Kobuss |       | Allemagne de l'Ouest Roswitha Esser Irene Pepinghege Roswitha Spohr Monuka Bergmann |       |

## Tableau des médailles
| Rang  | Nation               | Or | Argent | Bronze | Total |
| ----- | -------------------- | -- | ------ | ------ | ----- |
| 1     | URS                  | 8  | 2      | 1      | 11    |
| 2     | HUN                  | 2  | 2      | 3      | 7     |
| 3     | ROU                  | 2  | 3      | 1      | 6     |
| 4     | Suède                | 1  | 2      | 2      | 5     |
| 5     | Allemagne de l'Ouest | 1  | 1      | 1      | 3     |
| 6     | Autriche             | 1  | 0      | 1      | 2     |
| 7     | Norvège              | 1  | 0      | 0      | 1     |
| 8     | Allemagne de l'Est   | 0  | 2      | 3      | 5     |
| 9     | Pologne              | 0  | 2      | 1      | 3     |
| 10    | Danemark             | 0  | 1      | 0      | 1     |
| 11    | Pays-Bas             | 0  | 1      | 0      | 1     |
| 12    | Belgique             | 0  | 0      | 1      | 1     |
| 13    | Bulgarie             | 0  | 0      | 1      | 1     |
| 14    | Tchécoslovaquie      | 0  | 0      | 1      | 1     |
| Total | Total                | 16 | 16     | 16     | 48    |